# Walckenaeria wunderlichi
Walckenaeria wunderlichi este o specie de păianjeni din genul Walckenaeria, familia Linyphiidae, descrisă de Tanasevitch, 1983. Conform Catalogue of Life specia Walckenaeria wunderlichi nu are subspecii cunoscute.